# Tiree

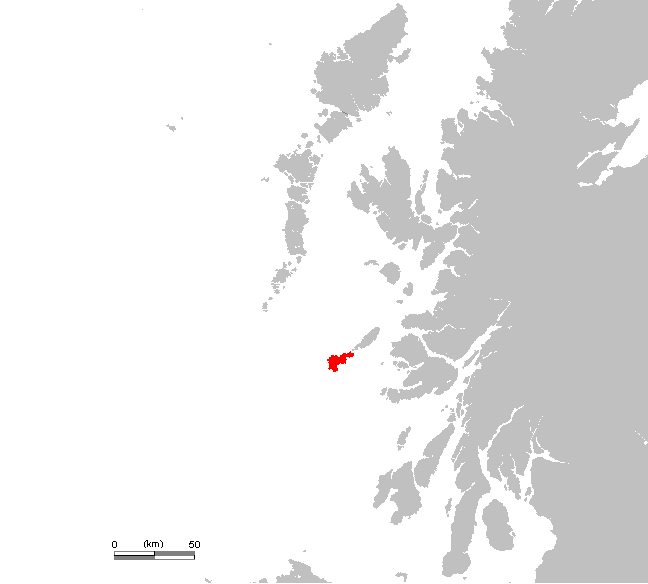
Tiree elhelyezkedése Skóciában

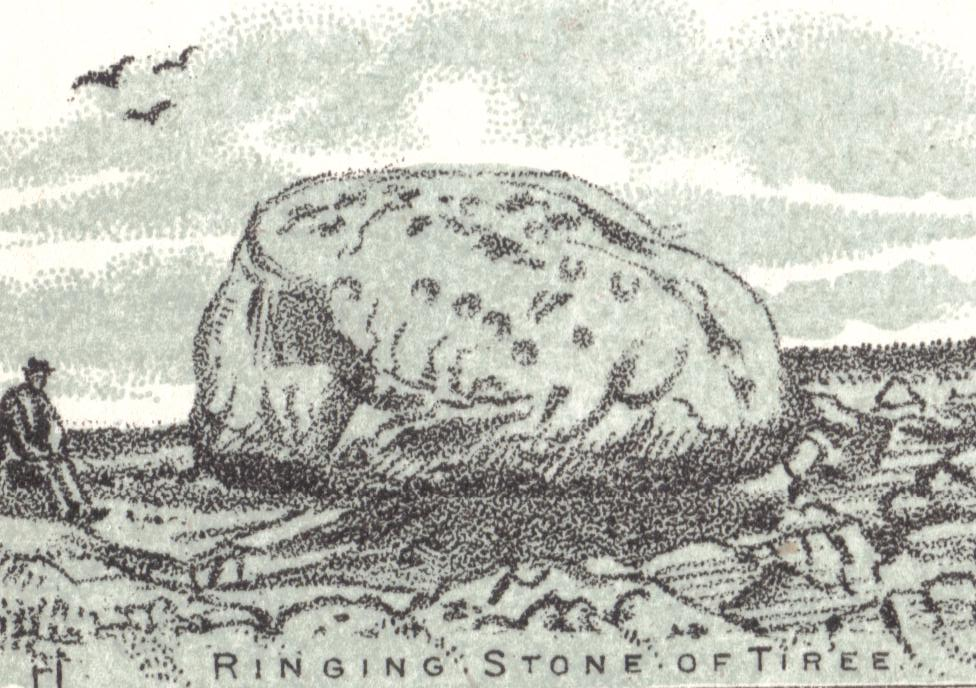
Az éneklő kő egy 1892-es ábrázláson

Tiree (skót nevén  Tiriodh, [ˈtʲʰiɾʲəɣ]) a Belső-Hebridák egyik lakott szigete Skóciában. Úgy tartják, ez a sziget Skócia legnaposabb helye, és itt esik a legkevesebb eső, ugyanakkor egyike a legszelesebb területeknek. A szél miatt Tiree Skócia windsurföseinek fellegvára. Lakosainak száma 800. Turista szezonban ennek kétszeresére növekedhet.
Tireet nem csak komppal, de repülővel is meg lehet közelíteni Glasgowból. A repülő vagy a homokos partra (apály) vagy a II. vh.-ban épített hadászati leszállópályára érkezhet. A komp Obanból közlekedik Coll és néha Tobermory érintésével, Scarinishben köt ki (nyári szezonban naponta, szezonon kívül háromszor egy héten jár, utazási idő: 5-7 óra időjárástól függően). A szigeten busszal, taxival és kerékpárral lehet közlekedni. Ha gyalog indulsz neki a vásárlásnak, szomszédolásnak, ha arra jön valaki kérés nélkül felvesz és elvisz úticélodhoz.
A sziget Coll közvetlen szomszédságában fekszik, és annak kopárságával ellentétben zöld és termékeny földje van. Tiree valaha arról volt híres, hogy kenyérrel látta el az egész Hebridákat, és a skót neve, tir-iodh azt jelenti, "a kukorica ura". 1831-ben a lakosainak száma 4450 volt, de a sziget ura, Argyll hercege sok embert kitelepített, így a lakosság száma 1881-re megfeleződött. Manapság Tireen viszonylag jól élnek, fő bevételi forrásuk a háztáji gazdálkodásból származik: marhát és birkát tenyésztenek, és a turizmus is szépen jövedelmez. Fő szezonban a lakosság száma eléri a 19. századit.
Tiree igen alacsony sziget, beceneve "a hullámok alatti terület". A két legmagasabb pontja a Ben Hynish és a Beinn Hough. A sziget székhelye Scarinish falu, tőle fél mérföldre van a kompkikötő. Négy mérföldre a falutól található a Dun Mor, egy 1. században épített és helyreállított pikt rom. Néhány mérföldre nyugatra látható a Clach a'Chiore, vagy "csengő kő". egy óriási glaciális gránit tömb, amit bronzkori vérnyomok borítanak, és ami fémes hangot ad ki, ha megütik. A legenda úgy tartja, ha a kőtömb lezuhan, Tiree elsüllyed a habokban.
Tiree főútja Scarinishtől halad a Balephetrish Bay tengerpartján Balvullin felé, ahol hagyományos nádtetős házak láthatóak. Innen délre, Sandaigban található a Nádtetős Ház Múzeum, ami a sziget történetét mutatja be.
A szigeten található helynevek legtöbbször egy-egy tanyát vagy házcsoportot jelölnek.  A part menti helyek, öblök nevei  viking eredetűek, míg a szárazföldi épületcsoportok általában gael nevet viselnek. (Scarinish - viking, nordic, Caolas - gael.)
A sziget délnyugati csücskében van Ceann a'Mara, más néven Kenavara. Ezen a helyen masszív tengeri sziklákon tengeri madarak ezrei költenek. Ettől keletre, az aranyló homokú Balephuil Bayen túl van a sziget legmagasabb pontja, a 141 méter magas Ben Hynish, aminek a tetején egy óriás golflabdára emlékeztető radarállomás található. Az állomás mellé fel lehet mászni, ragyogó kilátás nyílik innen a környékre, egészen a Külső-Hebridákig.
A hegyen túl van Hynish falu, ahol a Signal Tower Múzeum található, ami az 1840-1844 között épült Skerryvore Világítótorony történetét meséli el. A világítótornyot Robert Louis Stevenson nagybátyja Alan Stevenson építette.
Kiváló homokos szélvédett partjai és óceáni öblei remek strandoló helyek. A belső tó állandó szörfölési lehetőséget biztosít - itt aztán mindig van szél. A fókák elég közel jönnek, de nagyon barátságosak. 
Kirándulni, futni, úszni, követ gyűjteni, tradicionális tanyákat látni errefelé.

## Fordítás
Ez a szócikk részben vagy egészben  a   Tiree című angol Wikipédia-szócikk ezen változatának fordításán alapul.  Az eredeti cikk szerkesztőit annak laptörténete sorolja fel. Ez a jelzés csupán a megfogalmazás eredetét és a szerzői jogokat jelzi, nem szolgál a cikkben szereplő információk forrásmegjelöléseként.